# Palacio de Justicia del Condado de Pawnee (Nebraska)
El Palacio de Justicia del Condado de Pawnee (en inglés, Pawnee County Courthouse) es un edificio de gobiernbo ubicado en Pawnee City, Nebraska, fue construido en 1911. Fue diseñado por el arquitecto William F. Gernandt en estilo Renacimiento clásico . Fue incluido en el Registro Nacional de Lugares Históricos (NRHP) en 1990. 
El edificio de ladrillos tostados tiene tres pisos sobre un sótano elevado de piedra caliza de sillería y su planta mide 20 x 24 m. El tercer piso está parcialmente escondido detrás de un parapeto de ladrillo; las ventanas asoman a través del entablamento ; el parapeto y el entablamento están relativamente sin adornos.

Su característica más elaborada y prominente es un pórtico de entrada monumental de cuatro columnas en su fachada frontal norte. Las cuatro columnas tienen capiteles complejos y hay pilastras cuadradas detrás de las columnas finales. El pórtico tiene un par de escaleras que conducen a él y un frontón arriba que incluye una escultura figurativa. La escultura del frontón se describe en su nominación NRHP de 1989 como "Una característica bastante delicada". Se describe como que tiene:
figuras alegóricas de terracota y símbolos ubicados dentro del triángulo del frontón. Dos hombres barbudos con togas que sostienen una pala y una horca están flanqueados por mujeres con cestas de manzanas y otros productos y simbolizan la agricultura y la fertilidad del condado. La antorcha centrada probablemente se refiere a la naturaleza perdurable del gobierno del condado y los ideales democráticos.